# Máel Sechnaill mac Máele Ruanaid

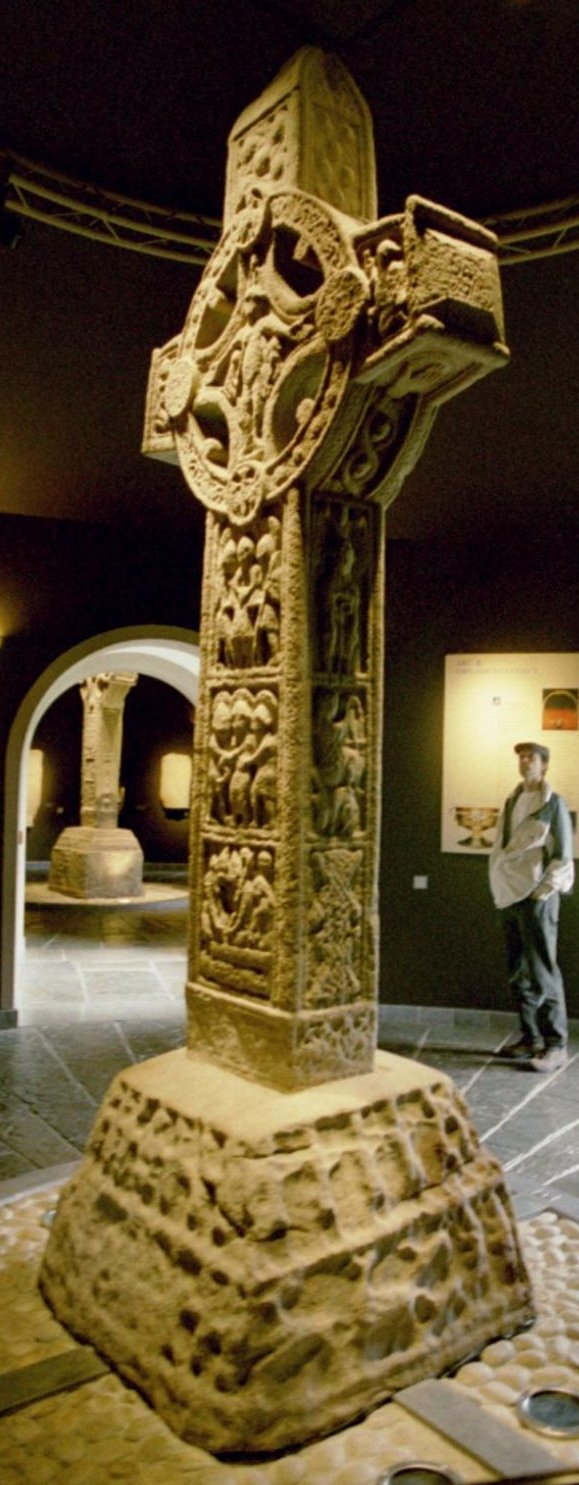
Cruz de las Escrituras, Clonmacnoise, encargado por el hijo de Máel Sechnaill, Flann Sinna y levantado en 901. Las cruces más sencillas estuvieron levantadas por Máel Sechnaill, incluyendo la cruz del sur en Clonmacnoise y aquellos en Kinnitty y Killamery por Kilkenny.

Máel Sechnaill mac Máele Ruanaid (fallecido el 27 de noviembre de 862) fue Rey Supremo de Irlanda. Los Anales del Ulster usan el título en Irlandés antiguo rí hÉrenn uile, es decir "rey de toda Irlanda", cuando informan de su muerte, distiguiendo a Máel Sechnaill del habitual Rey de Tara que sólo se refiere a los Reyes Supremos en fuentes posteriores como los Anales de los cuatro maestros o Foras Feasa ar Éirinn de Geoffrey Keating.

## Contexto
Máel Sechnaill era nieto de Donnchad Midi mac Domnaill de Clann Cholmáin, Rey de Tara de 778 a 797. Clann Cholmáin era la rama de los Uí Néill que gobernaba Mide en el centro-este de Irlanda. Mientras los Uí Néill del sur habían sido dominados por los Síl nÁedo Sláine de Brega en los siglos VII y VIII, los Clann Cholmáin eran la dinastía dominante en el tiempo del bisabuelo de Máel Sechnaill, Domnall Midi. El Reinado de Tara, un título en gran parte simbólico, alternaba entre los Clann Cholmáin como representantes de los Uí Néill del sur y los Cenél nEógain como representantes de los Uí Néill del norte.
Máel Sechnaill se convirtió en rey de Mide y cabeza de Clann Cholmáin después de matar su hermano Flann en 845, y rey de Tara en 846 a la muerte de Niall Caille mac Áeda de los Cenél nEógain, que se ahogó en el río Callan cerca de Armagh. Había aparecido en los anales irlandeses algunos años antes, en 839 y 841 a raíz de las luchas entre los jefes de Clann Cholmáin cuando mató a su primo Diarmait, hijo de Conchobar mac Donnchada, cuándo Diarmait había intentado deponer a su padre como rey de Mide.
Con anterioridad a su llegada al poder, los Uí Néill del sur habían estado desunidos, y hasta que Niall Caille derrotó a Feidlimid mac Crimthainn, rey de Munster, en Mag nÓchtair (Condado Kildare) en 841, las tierras medias habían sido constantemente saqueadas por los hombres de Munster. Al mismo tiempo, Irlanda era un objetivo de los ataques Vikingos, pese a que habían sido de escasa importancia. Niall Caille infligió una severa derrota a los nórdicos en 845 en Mag Itha poco antes de que Máel Sechnaill se convirtiera rey de Mide. Ese mismo año, el cacique nórdico Thorgest o Turgesius, que había emulado a Feidlimid mac Crimthainn atacando Clonmacnoise y Clonfert, fue capturado por Máel Sechnaill, y ahogado en Lough Owel.

## Rey de Toda Irlanda

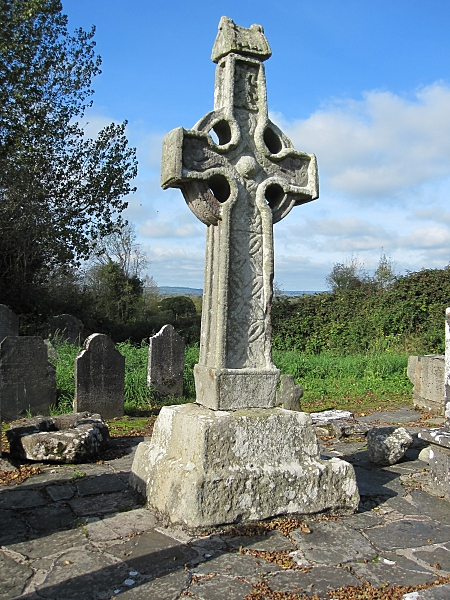
Killamery Cross alto, Condado Kilkenny, aguanta el inscription O MAELSECHNAILL, "una oración para Máel Sechnaill", y estuvo levantado en el noveno siglo.

El reinado de Máel Sechnaill fue retratado en fuentes posteriores como de guerra constante contra los vikingos y los nórdico-Gaélicos, gracias en gran parte a trabajos como el Cogad Gáedel re Gallaib, un panegírico escrito para Muirchertach Ua Briain, nieto de Brian Boru. Los anales hablan de frecuentes batallas entre Máel Sechnaill y los vikingos, tanto cuando actuaban en solitario como cuando lo hacía como aliados de Cináed mac Conaing o Cerball mac Dúnlainge. Pero en ocasiones, él mismo también se alió con estos hiberno-nórdicos. En 856 "[g]ran guerra entre los paganos [nórdicos o Daneses] y Máel Sechnaill con los hiberno nórdicos" aparece en los Anales de Úlster.
Los logros reales Máel Sechnaill fueron en Úlster y Munster. Poco después de matar a Cináed con la ayuda de Tigernach mac Fócartai, Máel Sechnaill se reunió con el rey de Úlster, Matudán mac Muiredaig, y el principal clérigo de Úlster, Diarmait, Abad de Armagh. Aquí Máel Sechnaill fue reconocido como Rey Supremo por los hombres del Ulstermen. Esto no acabó con los conflictos entre los Uí Néill y los reyes de Úlster ya que Armagh fue atacado por Máel Sechnaill en 852. Aun así, el Úlster proporcionó tropas para Máel Sechnaill, cuyo ejército es nombrado como "los hombres de Irlanda" en 858.
Los anales registran expediciones a Munster para obtener tributo y rehenes en 854, 856 y en 858, cuando su ejército asesinó varios reyes, devastó la tierra y marchó al sur hasta el mar. Los intentos de Máel Sechnaill de obtener la sumisión de los reyes Eóganachta de Munster chocaron con el ambicioso rey de Osraige en Leinster, Cerball mac Dúnlainge. Cerball, conocido en las sagas islandesas como Kjarvalr Írakonungr, saqueó Munster y obtuvo aliados y mercenarios entre los nórdicos y los hiberno nórdicos del sur de Irlanda. Los Anales Fragmentarios de Irlanda, una combinación de anales e historia escritos en el siglo XI para Donnchad mac Gilla Pátraic rey de Osraige y Leinster, dicen que la expedición de 854 fue dirigida por Cerball por orden de Máel Sechnaill, pese a que Máel Sechnaill aparece saqueando Munster ese año. Los Anales de Innisfallen son los únicos en reportar una expedición de Cerball con aliados de Munster contra Máel Sechnaill en 859, el cual está dicho para tener logrado tan lejos al norte tan Armagh. Los Anales de Úlster aun así, afirman que Cerball penetró en Mide con un gran ejército, apoyado por aliados nórdicos, Amlaíb y Ivar. Una asamblea general de reyes y clérigos en 859 en Rahugh en Condado Westmeath resolvieron asuntos separando Osraige de Munster. Máel Gualae mac Donngaile de Munster y Cerball accedieron al cambio, que implicaba pocas pérdidas para los Eóganachta que raramente habían ejercido control sobre Osraige.
Los éxitos de Máel Sechnaill levantaron más oposición entre sus parientes Uí Néill que entre los reyes súbditos o nórdicos e hiberno nórdicos, y la parte última de su reinado transcurrió en conflicto con los Uí Néill del norte, dirigidos por Áed Findliath, hijo de Niall Caille. En 860 Máel Sechnaill dirigió un ejército reclutado en Munster, Leinster y Connacht contra los Uí Néill. Los anales dicen que Áed Findliath y Flann mac Conaing, hermano de Cináed, lanzaron un ataque nocturno contra el campamento de Máel Sechnaill en Armagh que fue rechazado con graves pérdidas para Áed y Flann. Los anales informan de que la lucha entre Áed y Máel Sechnaill continuaba en 861, y 862.

Máel Sechnaill murió pacíficamente el 27 de noviembre de 862. Su obituario en los Anales de Úlster dice:
Máel Sechnailll hijo de Máel Ruanaid, hijo de Donnchad, hijo de Domnall, hijo de Murchad de Mide, hijo de Diarmait el Duro, hijo de Airmedach el Tuerto, hijo de Conall de la Voz Dulce, hijo de Suibne, hijo de Colmán el grande, hijo de Diarmait el rojo, hijo de Fergus Wrymouth, rey de toda Irlanda, murió la tercera feria, la segunda Kalenda de diciembre, en el 16.º año de su reinado.
Los Anales Fragmentarios citan un lamento para Máel Sechnaill:
hay mucho dolor todas partes; hay una desgracia grande entre los irlandeses.

El vino rojo ha sido derramado sobre el valle;el Rey único de Irlanda ha sido muerto.

Los logros de Máel Sechnaill no le sobrevivieron, y Áed Finnliath fue incapaz de mantener la paz dentro de los Uí Néill, y de conseguir la sumisión de Munster. La incesante guerra de Áed con los nórdicos e hiberno nórdicos, aunque militarmente exitoso, tuvo consecuencias inesperadas a largo plazo para la posición de los Uí Néill. El poder y la influencia en los siglos X y XI descansaron cada vez más en reyes que, como Máel Sechnaill, podían explotar la riqueza de las nuevas ciudades comerciales y las fuerzas de nórdicos e hiberno nórdicos.
El hijo de Máel Sechnaill, Flann Sinna sería más tarde Rey de Mide y Rey Supremo.